# Heinrich Detmers

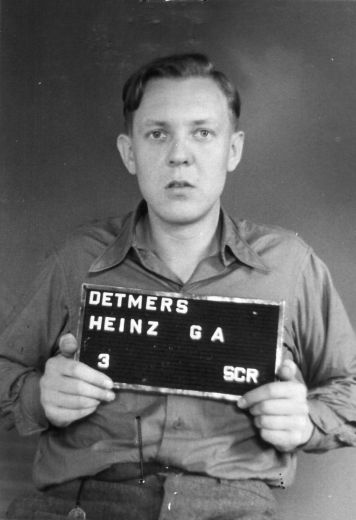
Haftbogenfoto von Heinz Detmers. Aufnahme vom Juni 1947

Heinrich Georg Alfred Detmers, genannt Heinz Detmers, (* 20. April 1919  in Norden; † 8. Juni 1999 Weddelbrook) war ein deutscher SS-Obersturmführer und Adjutant des Lagerkommandanten im KZ Dachau und im KZ Dora-Mittelbau.

## Biografie
Detmers wurde mit 17 Jahren, noch vor Beendigung seiner kaufmännischen Ausbildung, Mitglied der SS (SS-Nummer 309.930), am 21. Juni 1937 beantragte er die Aufnahme in die NSDAP und wurde rückwirkend zum 1. Mai desselben Jahres aufgenommen (Mitgliedsnummer 5.545.920). Detmers schlug die Laufbahn eines SS-Offiziers ein und wurde 1940 Adjutant im KZ Dachau unter dem Lagerkommandanten Alexander Piorkowski. Diese Funktion bekleidete Detmers, der in Dachau wegen seines jugendlichen Alters „Bubi“ genannt wurde, bis Ende Februar 1942. Anschließend wurde er als Angehöriger der Waffen-SS auf eigenen Wunsch zur 1. SS-Infanterie-Brigade an die Ostfront versetzt.
Im Dezember 1943 wurde er als Verbindungsoffizier zwischen der Amtsgruppe D des SS-Wirtschafts- und Verwaltungshauptamtes (WVHA) und dem Buchenwalder Nebenlager Dora-Mittelbau eingesetzt. Von Dezember 1943 bis November 1944 war er zudem in Dora-Mittelbau als Adjutant des Lagerführers Otto Förschner für die Belange des Kommandanturpersonals, für Schriftverkehr, Telefonate, Verwaltung des Fahrzeugparks, das Kommandanturbüro und für die praktische Unterstützung des Lagerführers zuständig. Ab Mai 1944 war er dort zudem durch Werner Paulmann als SS-Gerichtsoffizier mit der Untersuchung von Straftaten von SS-Soldaten beauftragt.
Nach einer mehrwöchigen Erkrankung wechselte er im Herbst 1944 ins WVHA und war danach noch im Außenlager Hersbruck des KZ Flossenbürg eingesetzt.
Nach Ende des Zweiten Weltkrieges wurde er am 6. Januar 1947 in einem Nebenprozess des Dachau-Hauptprozesses im Rahmen der Dachauer Prozesse gemeinsam mit Piorkowski angeklagt. Detmers, dem keine individuellen Straftaten nachzuweisen waren, wurde als Adjutant in Dachau wegen der Teilnahme an Verbrechen im KZ Dachau am 17. Januar 1947 zu 15 Jahren Haftstrafe verurteilt, die später auf fünf Jahre Haft reduziert wurden. Zudem war Detmers Angeklagter im Dachauer Dora-Prozess, der ebenfalls im Rahmen der Dachauer Prozesse vom 7. August 1947 bis zum 30. Dezember 1947 stattfand, und in dem er zu sieben Jahren Haftstrafe verurteilt wurde. Während des Prozesses gab Detmers zu, Häftlingen Ohrfeigen gegeben zu haben, zudem sei er bei Lagerappellen und Hinrichtungen anwesend gewesen. Nach Verbüßung der Haftstrafe wurde er am 3. Januar 1951 aus dem Kriegsverbrechergefängnis Landsberg entlassen. Noch am selben Tag wurde er von der bundesdeutschen Polizei verhaftet und nach einem ergebnislosen Ermittlungsverfahren wieder entlassen. Detmers kehrte in seine Heimatstadt Norden zurück und arbeitete als Verkäufer. Später war er bei einem Margarineunternehmen angestellt, wo er die Position eines General-Verkaufsdirektors erreichte. Über den weiteren Lebensweg von Detmers, der zweimal verheiratet war und mindestens zwei Kinder hatte, ist nichts bekannt.